# Olimpiai rekordok listája evezésben
Ez a lap az olimpiai rekordok listája evezésben.

## Férfiak
| Versenyszám                          | Idő     | Sportoló(k) | Nemzet                 | Játékok              | Dátum       |
| ------------------------------------ | ------- | --- | ---------------------- | -------------------- | ----------- |
| Egypárevezős                         | 6:41,34 | Mahe Drysdale | Új-Zéland (NZL)        | 2016, Rio de Janeiro | 2016.08.13. |
| Kormányos nélküli kettes             | 6:08,50 | Eric Murray Hamish Bond | Új-Zéland (NZL)        | 2012, London         | 2012.07.28. |
| Kétpárevezős                         | 6:11,30 | Nathan Cohen Joseph Sullivan | Új-Zéland (NZL)        | 2012, London         | 2012.07.28. |
| Könnyűsúlyú kétpárevezős             | 6:10,99 | Zac Purchase Mark Hunter | Nagy-Britannia (GBR)   | 2008, Peking         | 2008.08.17. |
| Kormányos nélküli négyes             | 5:47,06 | William Lockwood James Chapman Drew Ginn Joshua Dunkley-Smith                                                                   | Ausztrália (AUS)       | 2012, London         | 2012.08.30. |
| Könnyűsúlyú kormányos nélküli négyes | 5:47,76 | Eskild Ebbesen Mads Kruse Andersen Morten Joergensen Thomas Ebert                                                               | Dánia (DEN)            | 2008, Peking         | 2008.08.17. |
| Négypárevezős                        | 5:36,20 | Christopher Morgan James McRae Brendan Long Daniel Noonan                                                                       | Ausztrália (AUS)       | 2008, Peking         | 2008.08.10. |
| Nyolcas                              | 5:19,85 | Jason Read Wyatt Allen Chris Ahrens Joseph Hansen Matt Deakin Dan Beery Beau Hoopman Bryan Volpenhein kormányos: Pete Cipollone | Egyesült Államok (USA) | 2004, Athén          | 2004.08.15. |

## Nők
| Versenyszám              | Idő     | Sportoló(k) | Nemzet                 | Játékok      | Dátum       |
| ------------------------ | ------- | --- | ---------------------- | ------------ | ----------- |
| Egypárevezős             | 7:18,12 | Katrin Rutschow | Németország (GER)      | 2004, Athén  | 2004.08.21. |
| Kormányos nélküli kettes | 6:57,29 | Helen Glover Heather Stanning | Nagy-Britannia (GBR)   | 2012, London | 2012.07.28. |
| Kétpárevezős             | 6.44,33 | Anna Watkins Katherine Grainger | Nagy-Britannia (GBR)   | 2012, London | 2012.07.30. |
| Könnyűsúlyú kétpárevezős | 6:49,90 | Sally Newmarch Amber Halliday | Ausztrália (AUS)       | 2004, Athén  | 2004.08.15. |
| Négypárevezős            | 6:11,83 | Tang Pin (Tang Bin) Csin Ce-vej (Jin Ziwei) Hszi Aj-hua (Xi Aihua) Csang Jang-jang (Zhang Yangyang)                                                    | Kína (CHN)             | 2008, Peking | 2008.08.10. |
| Nyolcas                  | 5:56,55 | Kate Johnson Samantha Magee Megan Dirkmaat Alison Cox Caryn Davies Laurel Korholz Anna Cummuns-Mickelson Lianne Nelson-Bennion kormányos: Mary Whipple | Egyesült Államok (USA) | 2004, Athén  | 2004.08.15. |